# Antun Bauer
Antun Bauer (2. února 1856, Breznica – 7. prosince 1937, Zagreb) byl chorvatský spisovatel teologických a filosofických děl a záhřebský arcibiskup.

## Životopis
Narodil se jako třetí z patnácti dětí v nepříliš zámožné rodině gradiščanských Chorvatů. Navštěvoval klasické gymnázium v Záhřebu, které dokončil roku 1875.
V letech 1887–1911 byl rovněž profesorem na Katolické teologické fakultě v Záhřebu. Zde vyučoval filosofii a apologetiku. V roce 1906/1907 se stal rektorem Záhřebské univerzity. Aktivně se zapojoval do politického života, působil v řadách Chorvatské strany práva.
Roku 1911 byl jmenován koadjutorem arcibiskupa Juraje Posiloviće. Roku 1914 se stal arcibiskupem záhřebským. Jeho biskupem-koadjutorem s právem následnictví se stal Alojzije Stepinac, jenž v posledních letech Bauerova života prakticky řídil celé arcibiskupství. Po Bauerově smrti byl Stepinac s většinovým souhlasem církve v Království Jugoslávie jmenován arcibiskupem.

## Dílo
- V područí materialismu
- Pravé bohosloví
- Teodicea aneb nauka o rozumovém poznání Boha
- Wundtova metafyzická soustava
- Obecná metafyzika neboli ontologie